# 匡慶榆
匡慶榆，原名一青，湖北省羅田縣人。清朝政治人物。

## 生平
匡慶榆為道光二十三年（1843年）癸卯科舉人，道光二十七年（1847年）丁未科三甲第三十名進士。咸豐元年（1851年）任直隸肥鄉縣（今屬河北省邯鄲市）知縣，陞同知（副知府），後以知府用。